# Liste der Naturdenkmale in Lonsee
| Naturdenkmale | Anzahl |
| ------------- | ------ |
| FND           | 7      |
| END           | 38     |
| Gesamt        | 45     |

Die Liste der Naturdenkmale in Lonsee nennt die verordneten Naturdenkmale (ND) der im baden-württembergischen Alb-Donau-Kreis liegenden Gemeinde Lonsee. In Lonsee gibt es insgesamt 45 als Naturdenkmal geschützte Objekte, davon 7 flächenhafte Naturdenkmale (FND) und 38 Einzelgebilde-Naturdenkmale (END).
Stand: 1. November 2016.

## Flächenhafte Naturdenkmale (FND)
| Name                                       | Bild | Kennung     | Einzelheiten | Position | Fläche Hektar | Datum        |
| ------------------------------------------ | ---- | ----------- | ------------ | -------- | ------------- | ------------ |
| Haldensteinhöhle (Fels mit Höhle)          |      | 84250750043 | Lonsee       | ⊙        | 0,0           | 7. Dez. 1998 |
| Hüle und Doline mit Eschenwald (B.8a–B.8c) | BW   | 84250750016 | Lonsee       | ⊙        | 0,6           | 7. Dez. 1998 |
| Hutewald auf ehemaliger Schafweide         | BW   | 84250750032 | Lonsee       | ⊙        | 2,2           | 7. Dez. 1998 |
| Hutewald mit Weidbuchen (A.6a–A.6p)        | BW   | 84250750006 | Lonsee       | ⊙        | 2,0           | 7. Dez. 1998 |
| Lange Lache (Hüle mit Baumbestand)         | BW   | 84250750012 | Lonsee       | ⊙        | 0,1           | 7. Dez. 1998 |
| Mittel- und Niederwald mit Hecken          | BW   | 84250750004 | Lonsee       | ⊙        | 2,2           | 7. Dez. 1998 |
| Quelltopf der Lone                         |      | 84250750044 | Lonsee       | ⊙        | 0,0           | 7. Dez. 1998 |
| Legende für Naturdenkmal                   |      |             |              |          |               |              |

## Einzelgebilde (END)
| Name                                                            | Bild | Kennung     | Einzelheiten | Position | Fläche Hektar | Datum        |
| --------------------------------------------------------------- | ---- | ----------- | ------------ | -------- | ------------- | ------------ |
| Baumgruppe (C.14a–C.14e)                                        | BW   | 84250750030 | Lonsee       | ⊙        | 0,0           | 7. Dez. 1998 |
| Baumgruppe (4 Winterlinden, 5 Linden, 1 Stieleiche) (C.3a–C.3j) |      | 84250750019 | Lonsee       | ⊙        | 0,0           | 7. Dez. 1998 |
| Lindenallee (F.1a–F.1k)                                         | BW   | 84250750040 | Lonsee       | ⊙        | 0,0           | 7. Dez. 1998 |
| Lindengruppe (C.7a–C.7e)                                        | BW   | 84250750023 | Lonsee       | ⊙        | 0,0           | 7. Dez. 1998 |
| Lindenhain (C.6a–C.6k)                                          | BW   | 84250750022 | Lonsee       | ⊙        | 0,0           | 7. Dez. 1998 |
| 1 Elsbeerbaum                                                   | BW   | 84250750002 | Lonsee       | ⊙        | 0,0           | 7. Dez. 1998 |
| 1 Elsbeere                                                      | BW   | 84250750008 | Lonsee       | ⊙        | 0,0           | 7. Dez. 1998 |
| 1 Esche (Friedhofsesche)                                        | BW   | 84250750045 | Lonsee       | ⊙        | 0,0           | 7. Dez. 1998 |
| 1 Esche                                                         | BW   | 84250750003 | Lonsee       | ⊙        | 0,0           | 7. Dez. 1998 |
| 1 Feldahorn                                                     | BW   | 84250750021 | Lonsee       | ⊙        | 0,0           | 7. Dez. 1998 |
| 1 Fichte (Friedensfichte)                                       | BW   | 84250750013 | Lonsee       | ⊙        | 0,0           | 7. Dez. 1998 |
| 1 Frühbuche                                                     | BW   | 84250750031 | Lonsee       | ⊙        | 0,0           | 7. Dez. 1998 |
| 1 Mehlbeere                                                     | BW   | 84250750001 | Lonsee       | ⊙        | 0,0           | 7. Dez. 1998 |
| 1 Rotbuche                                                      | BW   | 84250750028 | Lonsee       | ⊙        | 0,0           | 7. Dez. 1998 |
| 1 Rotbuche                                                      | BW   | 84250750029 | Lonsee       | ⊙        | 0,0           | 7. Dez. 1998 |
| 1 Rotbuche                                                      | BW   | 84250750047 | Lonsee       | ⊙        | 0,0           | 7. Dez. 1998 |
| 1 Sommerlinde                                                   | BW   | 84250750018 | Lonsee       | ⊙        | 0,0           | 7. Dez. 1998 |
| 1 Sommerlinde                                                   | BW   | 84250750024 | Lonsee       | ⊙        | 0,0           | 7. Dez. 1998 |
| 1 Sommerlinde                                                   | BW   | 84250750026 | Lonsee       | ⊙        | 0,0           | 7. Dez. 1998 |
| 1 Sommerlinde                                                   | BW   | 84250750034 | Lonsee       | ⊙        | 0,0           | 7. Dez. 1998 |
| 1 Sommerlinde                                                   | BW   | 84250750035 | Lonsee       | ⊙        | 0,0           | 7. Dez. 1998 |
| 1 Stieleiche („Nohl-Eiche“)                                     | BW   | 84250750007 | Lonsee       | ⊙        | 0,0           | 7. Dez. 1998 |
| 1 Stieleiche                                                    | BW   | 84250750033 | Lonsee       | ⊙        | 0,0           | 7. Dez. 1998 |
| 1 Stieleiche                                                    | BW   | 84250750046 | Lonsee       | ⊙        | 0,0           | 7. Dez. 1998 |
| 1 Winterlinde                                                   | BW   | 84250750020 | Lonsee       | ⊙        | 0,0           | 7. Dez. 1998 |
| 1 Winterlinde                                                   | BW   | 84250750027 | Lonsee       | ⊙        | 0,0           | 7. Dez. 1998 |
| 1 Winterlinde                                                   | BW   | 84250750036 | Lonsee       | ⊙        | 0,0           | 7. Dez. 1998 |
| 2 Feldahorne (E.1a, E.1c) und 1 Weidbuche (E.1b)                | BW   | 84250750037 | Lonsee       | ⊙        | 0,0           | 7. Dez. 1998 |
| 2 Rotbuchen (E.3a, E.3b)                                        | BW   | 84250750039 | Lonsee       | ⊙        | 0,0           | 7. Dez. 1998 |
| 2 Sommerlinden (C.9a, C.9b)                                     | BW   | 84250750025 | Lonsee       | ⊙        | 0,0           | 7. Dez. 1998 |
| 2 Sommerlinden (E.2a, E.2b)                                     | BW   | 84250750038 | Lonsee       | ⊙        | 0,0           | 7. Dez. 1998 |
| 2 Vogelkirschen mit Eiche (B.7a–B.7c)                           | BW   | 84250750015 | Lonsee       | ⊙        | 0,0           | 7. Dez. 1998 |
| 2 Weidbuchen (A.5a und A.5b)                                    | BW   | 84250750005 | Lonsee       | ⊙        | 0,0           | 7. Dez. 1998 |
| 2 Winterlinden (B.6a, B.6b)                                     | BW   | 84250750014 | Lonsee       | ⊙        | 0,0           | 7. Dez. 1998 |
| 2 Winterlinden (C.1a, C.1b)                                     | BW   | 84250750017 | Lonsee       | ⊙        | 0,0           | 7. Dez. 1998 |
| 3 Winterlinden (F.2a–F.2c)                                      | BW   | 84250750041 | Lonsee       | ⊙        | 0,0           | 7. Dez. 1998 |
| 4 Winterlinden (B.3a bis B.3d)                                  | BW   | 84250750011 | Lonsee       | ⊙        | 0,0           | 7. Dez. 1998 |
| 5 Winterlinden (B.1a–B.1e)                                      | BW   | 84250750009 | Lonsee       | ⊙        | 0,0           | 7. Dez. 1998 |
| Legende für Naturdenkmal                                        |      |             |              |          |               |              |